# Acanthurus chirurgus
Acanthurus chirurgus is een straalvinnige vis uit de familie van doktersvissen (Acanthuridae), orde baarsachtigen (Perciformes), die voorkomt in het noordwesten, het westen, het oosten en het zuidwesten van de Atlantische Oceaan.

## Beschrijving
Acanthurus chirurgus kan maximaal 39 centimeter lang en 5100 gram zwaar worden. Het lichaam van de vis heeft een gedrongen vorm. De kop is duidelijk convex. De ogen zijn normaal van vorm en zijn symmetrisch.
De vis heeft één rugvin en één aarsvin. Er zijn negen stekels en 24 tot 25 vinstralen in de rugvin en drie stekels en 22 tot 23 vinstralen in de aarsvin.

## Leefwijze
Acanthurus chirurgus is een zoutwatervis die voorkomt in subtropische wateren. De soort is voornamelijk te vinden in zeeën op een harde ondergrond en koraalriffen, op een diepte van 2 tot 25 meter.
Het dieet van de vis bestaat hoofdzakelijk uit planten en detritus.

## Relatie tot de mens
Acanthurus chirurgus is voor de visserij van beperkt commercieel belang. De soort wordt gevangen voor commerciële aquaria. Voor de mens is de soort niet geheel ongevaarlijk: de vis is in staat de mens te verwonden.
De soort staat op de Rode Lijst van de IUCN als niet bedreigd.